# 3152 Джонс
3152 Джонс (3152 Jones) — астероїд головного поясу, відкритий 7 червня 1983 року.
Тіссеранів параметр щодо Юпітера — 3,369.